# スケッチャーズ

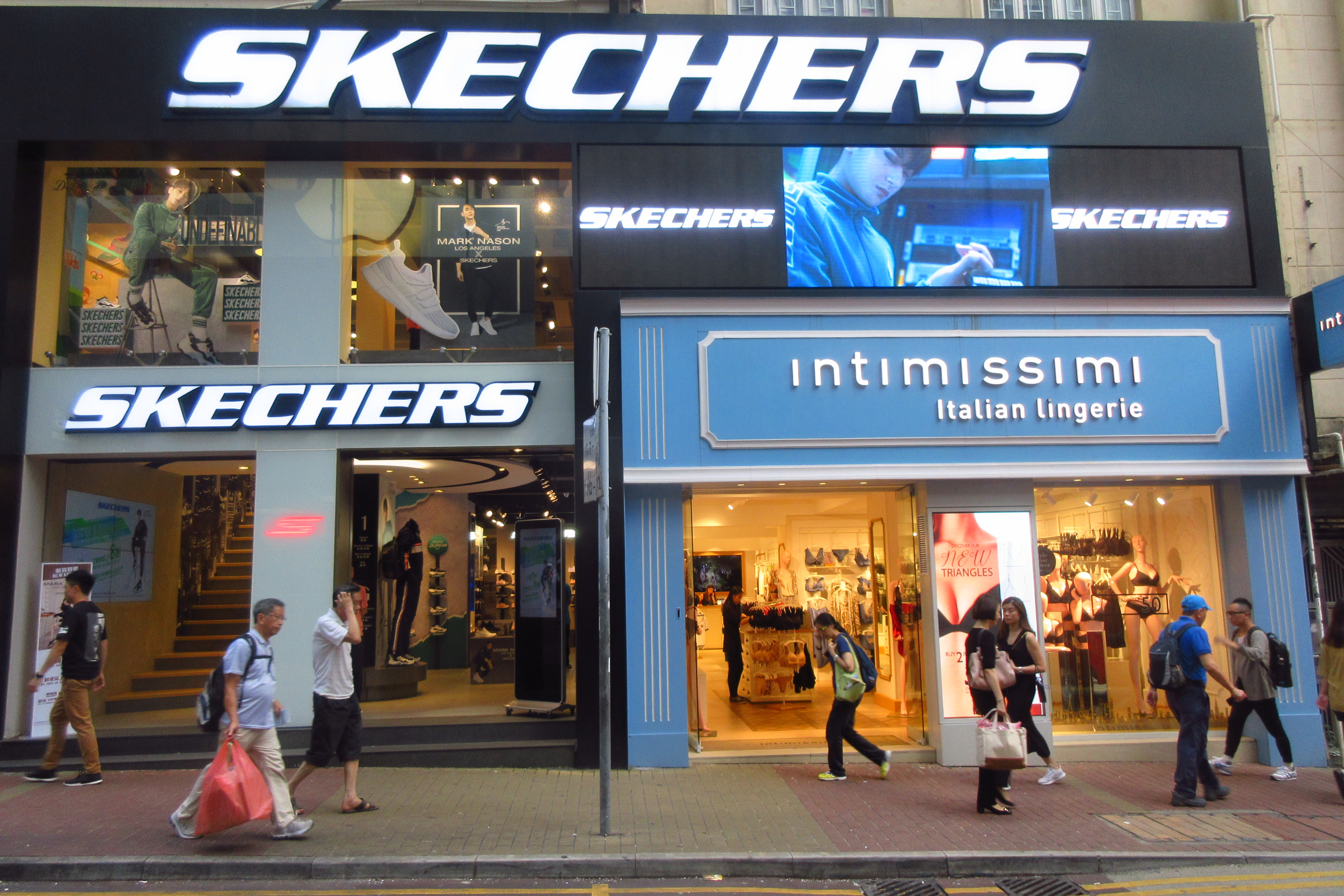
香港の銅鑼湾にあるスケッチャーズストア

スケッチャーズ（Skechers USA, Inc.）は、アメリカの靴会社。カリフォルニア州マンハッタンビーチに本社を置く。1992年に設立され現在では米国で3番目に大きな運動靴ブランド。

## 歴史
スケッチャーズは、1983年にLAギアを設立したロバート・グリーンバーグによって1992年に設立された。グリーンバーグは、メンズカジュアルシューズ市場に焦点を当てようとした。スケッチャーズの初期の製品は、実用的なスタイルのブーツとスケートシューズであった。その後、大人から子供までのアスレジャー、カジュアル、パフォーマンススタイル、そしてアパレルと多角的に展開している。

### 訴訟
2012年、スケッチャーズは、シェイプアップの広告で顧客に誤解を与えたという米国連邦取引委員会の訴えに基づく集団訴訟で、4000万ドルで和解することに合意した。2019年、ナイキは、スケッチャーズが同社のスニーカーヴェイパーマックスとエアマックス270のデザインを侵害したとして、特許権侵害訴訟を起こした。

### 強制労働調査
2021年、フランスの検察は、スケッチャーズや他のブランドがウイグル人の強制労働から隠蔽または利益を得たかどうかの調査を開始した。 調査の結果、強制労働が行われているという具体的な証拠は発見されなかった。

## 製品と広告
大人と子供向けのさまざまなライフスタイルとパフォーマンスの靴、アパレル、アクセサリーを設計、開発、販売している。 ブランドには、Skechers Uno、D'Lites、Max Cushioning、チャリティーラインBobs、Our Planet Matters、Mark Nason、Skechers Work、Go Walk、Go Run、GoGolfなどがある。 2020年以来、一部の靴はグッドイヤーのゴムを使用している。

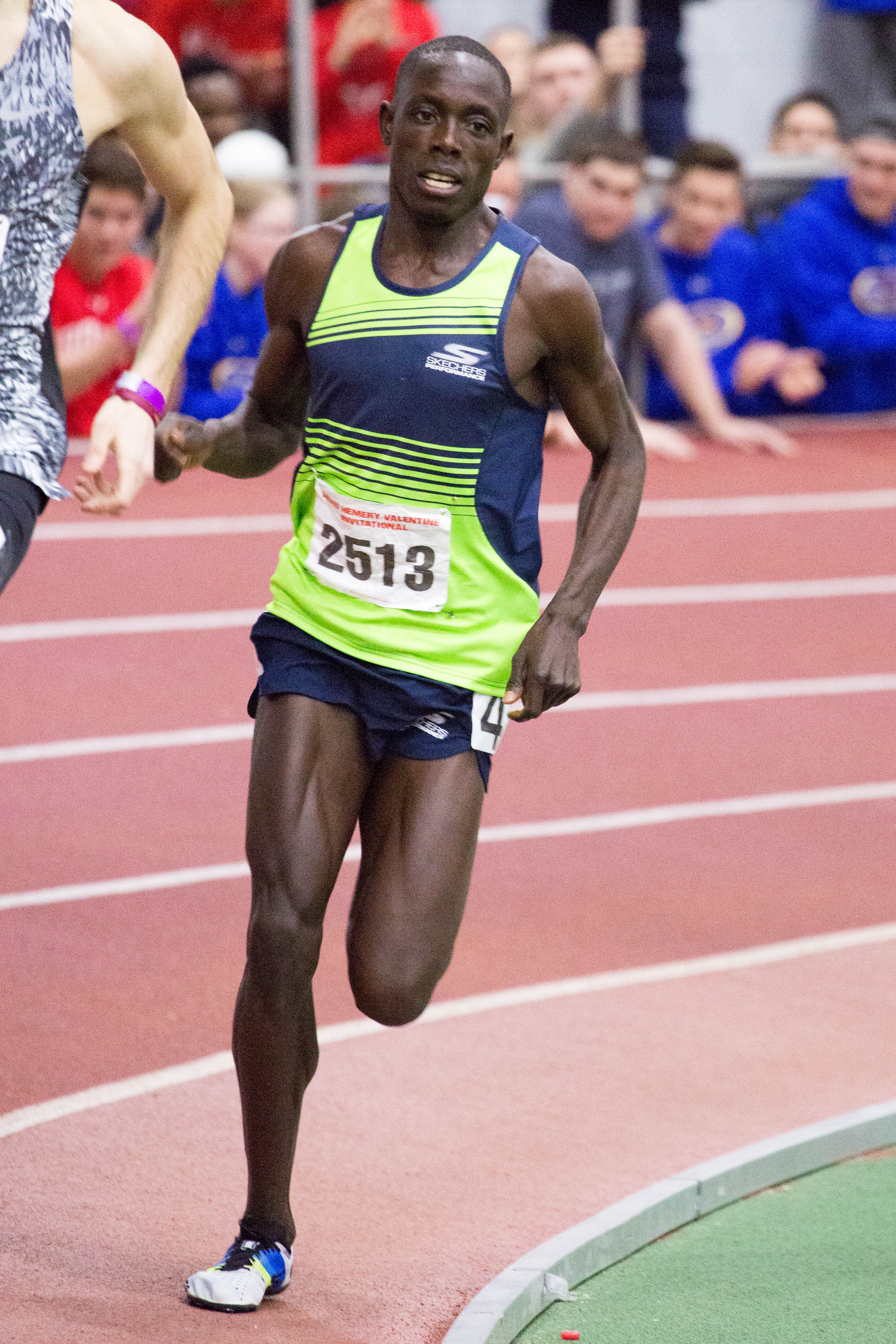
エドワード・チェゼレックは2017年からスケッチャーズ・パフォーマンスを支持している。

スケッチャーズは、レコーディング・アーティストのカミラ・カベロ、デミ・ロヴァート、ウィリー・ネルソン、テレビタレントのマーサ・スチュワート、ブルック・バーク、アマンダ・クルーツ、野球選手のクレイトン・カーショウ、デヴィッド・オーティズ、ボクサーのシュガー・レイ・レナード、フットボール選手のトニー・ロモ、ハウィー・ロング、クリス・カーターなどのセレブリティーと商品の宣伝を行っている。スケッチャーズ・パフォーマンス部門には、長距離ランナーのメブ・ケフレジギ、プロゴルファーのマット・クーチャー、ブルック・ヘンダーソン、ウェスリー・ブライアンが参加している。
2019年3月1日、スケッチャーズは、ライバルであるナイキとザイオン・ウィリアムソンのシューズ破損事件にスポットを当て、「Just Blew It」と題したプリントおよびデジタル比較広告キャンペーンを開始した。